# Magion–3
Magion–3 csehszlovák technológiai, ionoszféra-kutató műhold.

## Küldetés
A program keretében a Szovjetunió térítésmentesen rendelkezésére bocsátotta mesterséges holdjait, rakétáit, távközlési és egyéb földi berendezéseit. Feladata a földi követő egységek optikai és elektronikai – antennatesztek végzése – ellenőrzésének elősegítése, illetve műszereinek mért adatait digitális úton átjátszani a vevő egységbe. Programja megegyezett a Magion–2 műhold szolgálatával.

## Jellemzői
1991. december 18-án a Pleszeck űrrepülőtérről egy Interkozmosz hordozórakéta a Ciklon-3 (11K68) – 97. eredményes felbocsátás – segítségével indították Föld körüli, közeli körpályára. Az Interkozmosz–25 volt a hordozó egysége, parkolópályájának adatai: 121.7 perces, 82.5 fokos hajlásszögű (majdnem sarki pálya), elliptikus pálya perigeuma 440 kilométer, apogeuma 30 800 kilométer volt. Energiaellátását akkumulátorok és napelemek összehangolt egysége biztosította.
1991. december 28-án levált az Interkozmosz–25-ről, önálló feladatokat hajtott végre. Gázsugár-fúvókák tették lehetővé a műhold pályaelemeinek változtatását. Gázfúvókái segítségével több alkalommal kisebb pályakorrekciót végzett – egyszerű manőverezésre alkalmas egység volt. Pályáját egy prizma (0.3×0.3×0.15 centiméter) kapcsolaton keresztül 100 méteres pontossággal igazította az anyaműholdhoz. Az orbitális egység pályája 114.85 perces, 82.59 fokos hajlásszögű, elliptikus pálya perigeuma 498 kilométer, apogeuma 2400 kilométer volt. Hasznos tömege 65 kilogramm. 1992 szeptemberében befejezte szakmai programját.
Kísérleti programja volt a napelemek és a VLF akkumulátorok hasznos működésének ellenőrzése űrkörülmények között. Az Critical Velocity Ionization működését xenon gáz segítségével vizsgálták.
Kutatási területei a napszél-energia mérése a magnetoszférában, a magnetoszféra hatása az ionoszférára és a földi légkörre. A sarki fény hatásmechanizmusának feltérképezése. A tudományos egység 8-10 különböző – vizsgálati  területekre jellemző – műszerrel rendelkezett. Háromtengelyes helyzetstabilizációt alkalmaztak.